# Bresse (kip)

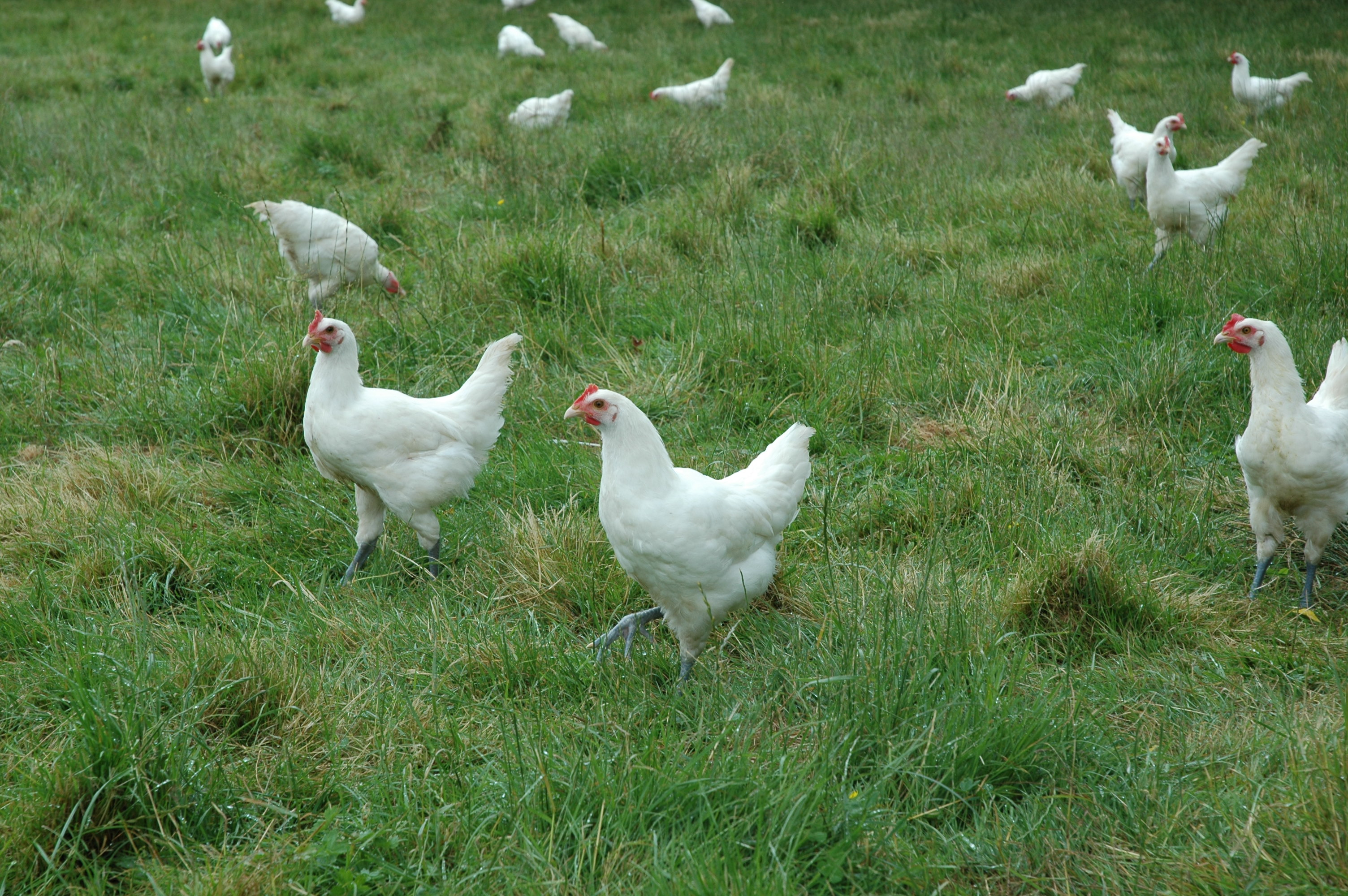
Witte Bressekippen

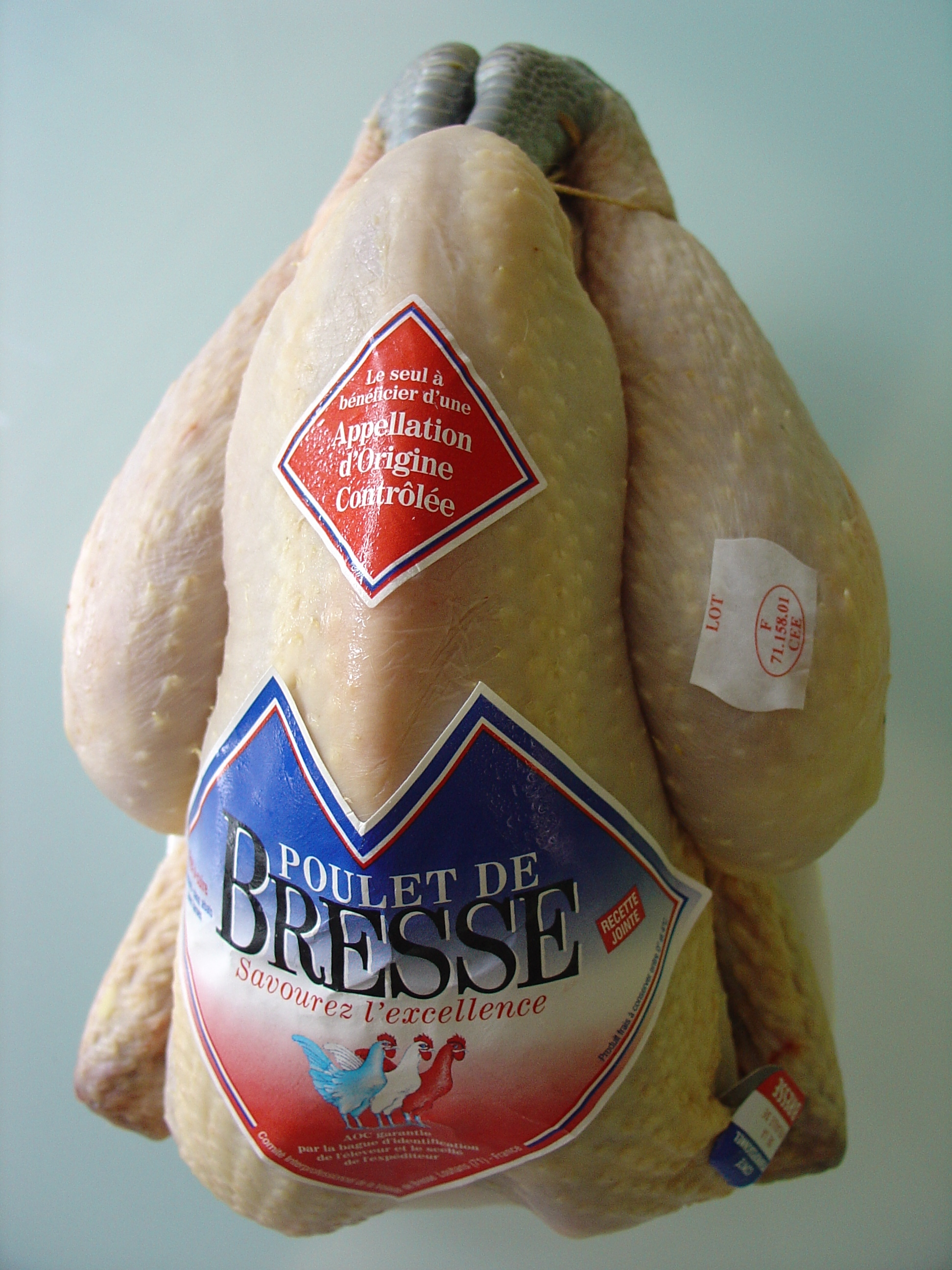
Een verpakte en gemarkeerde Bressekip, voorzien van echtheidsvignet en loodje.

De Bresse, Bresse gauloise of Bressekip is een kippenras uit de Bresse-regio in Frankrijk. De kip is als slachtdier een internationaal beroemd luxeproduct van hoge kwaliteit, met zeer mals en smakelijk vlees.
De naam is meerduidig:
- Enerzijds het kippenras binnen de hobbypluimveehouderij, met nationale en internationale standaarden. De witte kleurslag dient binnen de commerciële pluimveehouderij als vleeskip.
- Anderzijds het eindproduct, de geslachte kip, dat sinds 1957 in Frankrijk de "appellation d’origine contrôlée“ (AOC) draagt en aan strenge criteria moet voldoen.

## Raskip
De Bressekip als kippenras (Frans: gauloise dorée) heeft veel gemeen met de Gauloise, maar de hen onderscheidt zich door een hangkam. De bouw vertoont veel kenmerken van de middellandse-zeerassen. De oorlappen zijn wit, de kam is enkelvoudig, de loopbenen donkergrijs en de botten relatief licht. Opvallend zijn de diepzwarte ogen. Volgens de rasvoorschriften dienen de poten blauw te zijn (pattes bleues). De haan weegt 2,5-3 kg, de hen weegt 2-2,5 kg.

## Oorsprong en kleurslagen
De vier verschillende varieteiten worden ingedeeld naar hun oorspronkelijke gebied. Dit zijn:
- Wit, de „Bresse de Bény“: de soort die commercieel ingezet wordt en met AOC betiteld is.
- Zwart, de „Bresse de Louhans “
- Zilverpel, de „Bresse de Bourg“: een kleurslag die bij de Bressekip in het Frans "gris" (grijs) genoemd wordt.

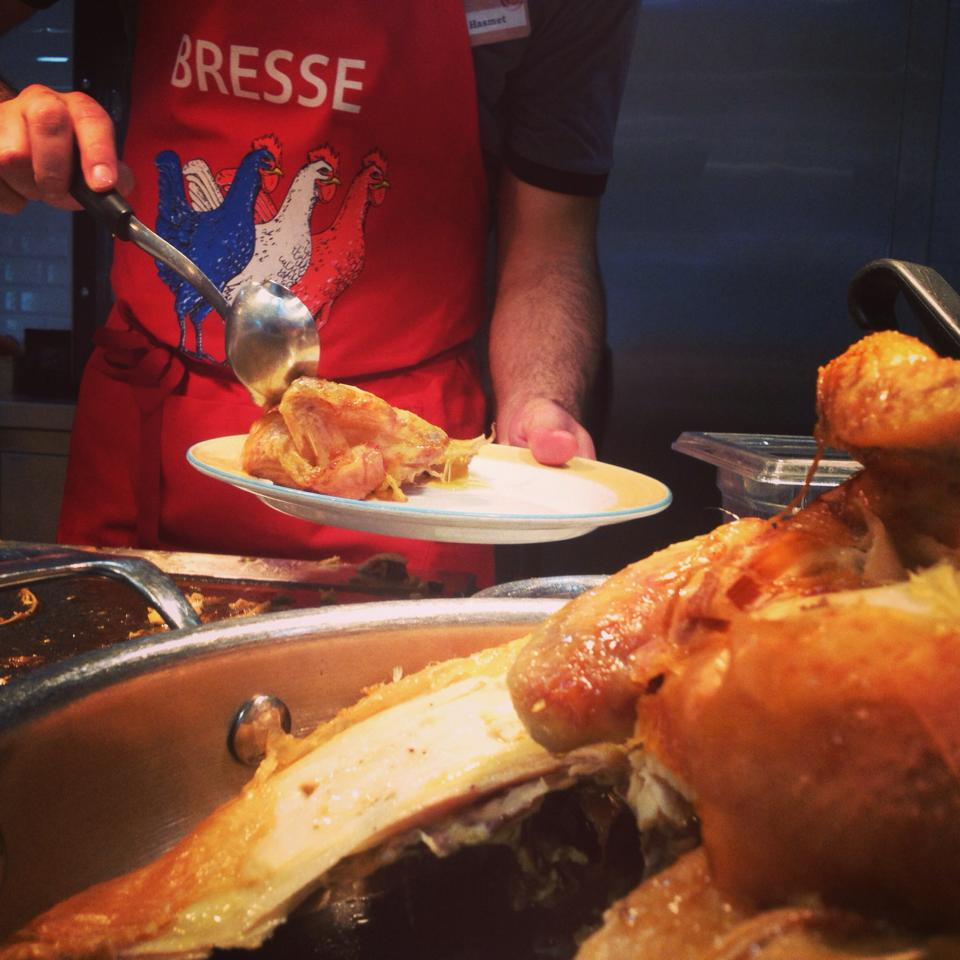
Een restaurant aan de A39 verkoopt 15.000 vleeskippen per jaar

- Blauw

## De Bressekip als consumptieproduct
Volgens een Franse wet uit 1957 mogen met „Bressekip“ uitsluitend slachtkippen of kapoenen betiteld worden die aan strenge eisen voldoen. De kippen mogen geproduceerd worden in een gebied van 100 x 40 km groot in de departementen Ain, Saône-et-Loire en Jura. De belangrijkste productiesteden zijn Bourg-en-Bresse, Louhans, Pont-de-Vaux en Montrevel-en-Bresse. De genoemde wet voorziet dat een commissie van experts uit verschillende vakrichtingen de kwaliteit bewaakt.
Per jaar worden circa 1.500.000 Bressekuikens uitgebroed. De dieren worden minstens ¾ van hun levensduur op grote weiden gehouden (minimumuitloopvlakte 10 m² per dier) en kunnen daar voor een groot gedeelte hun voeding zelf zoeken. Het voer bestaat voornamelijk uit mais en in de laatste weken uit melkproducten. De genetische eigenschappen van de kip, het houden op grote weiden en de speciale voeding zijn de basis voor de beroemde vleeskwaliteit.